# Elupina Cordero
Elupina Cordero (Sabana de la Mar, República Dominicana, 1 de diciembre de 1892 — 4 de junio de 1939) conocida como la Señorita Elupina y venerada extracanónicamente como Santa Elupina, fue una religiosa católica solicitada por su servicio a los más necesitados y enfermos y que según su comunidad tenía el don de sanación.
Sectores de la sociedad y de la Iglesia católica dominicana la consideran la primera santa dominicana, a pesar de que El Vaticano nunca la ha canonizado oficialmente.

## Vida
Elupina Cordero nació el 1 de diciembre en Sabana de la Mar República Dominicana. Hija natural de Jesusita Cordero, nativa de la península de Samaná. Su padre biológico era Felipe Amador Pérez Santana, quien era nietastro del expresidente dominicano y marqués español Pedro Santana. Los abuelos paternos de la señorita Elupina eran Andrés Napoleón Pérez de Castro y Socorro Santana Zorrilla (nacida Socorro de la Cruz Zorrilla). Esta última cambió su nombre al adoptar el apellido de su ilustre padrastro, segundo esposo de su madre Ana Zorrilla Laureano. Por consiguiente, Elupina Cordero era bisnietastra o bisnieta postiza de Pedro Santana.
Quedó huérfana a los siete años y a los trece se quedó ciega sin haber sufrido ninguna enfermedad. Adquirió la fama de curar diversas enfermedades mediante remedios caseros, lo que hizo que la gente acudiera a ella en busca de las medicinas que preparaba en la botica que tenía en su casa.Pese a que no cobraba nada, pronto tuvo una pequeña fortuna a base de donativos, con los cuales construyó una capilla donde retirarse a orar.

## Leyendas
- Se dice que realizó innumerables milagros a personas del municipio y otras comunidades del país. Entre ellos está el que se conoce como su primer milagro, hecho al que fuera su amigo y que tuvo un accidente con una hacha por el que se desangraba, se dice que ella solo oró y la sangre paró.[6]

- Se cuenta también del Poseído de Samaná, traído en un embarcación por la bahía, cuentan que más de 10 hombres no podían con su fuerza y desquicio a pesar de estar amarado, los que lo trajeron la mandaron a buscar para poder ayudarle y ella les respondió: «desátenlo, que él vendrá sólo a mí y por su cuenta» y así sucedió y así ella lo despojo de sus demonios.

- Cuenta la leyenda que a finales de los años 30 hubo en el paìs un inicio de tsunami, el pueblo corrió y ella mandó a poner cenizas y tierra a la orilla  del mar, hasta ahí llegó la ola. En este lugar se colocó  una cruz blanca, en la calle 27 de febrero de Sabana de la Mar.[7]

## Reconocimiento
Sabana de la Mar se convirtió en una comunidad veneradora de esta mujer, y se evidencia por la existencia de varios lugares erigidos en su honor:
- En el municipio de Sabana de la Mar, en República Dominicana, existe un museo en honor a Elupina cordero donde se exhiben sus objetos religiosos personales.[8]
- En la calle 27 de Febrero, Sabana de la Mar, 25000, se encuentra la capilla que la honra. (19°03′29″N 69°23′19″O / 19.0580243, -69.3886066)
- También existe en el municipio de Hato Mayor, en calle Proyecto caño Hondo # 1, hay un hospital que lleva el nombre de Señorita Elupina Cordero.[9]
- Fue nombrada una calle  del municipio con el nombre de Señorita Elupina Cordero.
- Un instituto educacional dirigido por la Iglesia Católica y administrado por las religiosas concepcionistas[10]